# ليلي دونالدسون
ليلي مونيكا دونالدسون (بالإنجليزية: Lily Monica Donaldson)‏، عارضة أزياء بريطانية ولدت في يوم 27 يناير 1987 في مدينة لندن عاصمة المملكة المتحدة.

## روابط خارجية
- ليلي دونالدسون على موقع IMDb (الإنجليزية)
- ليلي دونالدسون على موقع قاعدة بيانات الفيلم (الإنجليزية)
- ليلي دونالدسون على موقع دليل عارضات الأزياء (الإنجليزية)